# Gröntetra
Gröntetra (Neolebias ansorgii) är en fiskart som beskrevs av George Albert Boulenger 1912. Gröntetra ingår i släktet Neolebias och familjen Distichodontidae. IUCN kategoriserar arten globalt som livskraftig. Inga underarter finns listade i Catalogue of Life.